# Cray T90
La serie Cray T90 (nome in codice durante lo sviluppo Triton) fu l'ultima linea di supercomputer vettoriali prodotta dalla Cray Research e sostituì il Cray C90. La prima macchina venne venduta nel 1995 e aveva un tempo di clock di 2.2 ns (450 MHz), quattro pipeline vettoriali e una potenza di picco di 1.8 GigaFLOPS per processore. L'elevata frequenza di funzionamento fu ottenuta tramite l'utilizzo della tecnologia ECL per la produzione dei microprocessori. Erano disponibili configurazioni che partivano da 4 processori per arrivare a 32 processori. Erano disponibili processori che utilizzassero la notazione IEEE 754 o la tradizionale notazione Cray per i numeri in virgola mobile. I processori condividevano una memoria SRAM che poteva arrivare a 8 gigabyte tramite una rete che trasmetteva tre parole da 64 bit per ciclo di clock generando una banda teorica di 360 gigabyte/s. Il segnale di clock era distribuito tramite cavi in fibra ottica tra i processori.
La serie T90 era disponibile in tre varianti, il T94 (da uno a quattro processori), il T916 (da otto a sedici processori) e il T932 (da sedici a trentadue processori).
Il sistema era considerato superiore allo stato dell'arte seppur di poco. Il primato del sistema non è mai stato definitivo e il predominio rispetto alle soluzioni concorrenti non era certo. Quando fu presentato il sistema T932 costava 39 milioni di dollari.
Il Cray T90 venne acquistato da almeno tre enti statunitensi dal NAVOCEANO a St. Louis, dalla NTT e NIED in Giappone, dalla Ford, dal NOAA Geophysical Fluid Dynamics Laboratory, e Forschungszentrum Jülich in Germania e dal Commissariat à l'Energie Atomique in Francia.
La struttura che racchiudeva il sistema pesava 10 tonnellate e conteneva quattro tonnellate di fluorinert che utilizza per la refrigerazione. L'occupazione era paragonabile a quella di un grosso congelatore.
Il successore del T90 fu il Cray X1 che fu presentato molti anni dopo.